# E·L·胡森
E·L·胡森（E. L. Huson，1881年—1951年），是一名英格蘭男子羽球運動員。
E·L·胡森是1903年全英羽球錦標賽男子雙打冠軍，他與史都華·馬斯登·馬塞搭檔，在決賽中擊敗喬治·湯姆斯男爵與拉爾夫·瓦特林的組合。